# ميشيل فابيان
ميشيل فابيان هي كاتبة مسرحية وكاتِبة بلجيكية، ولدت في 2 أبريل 1945 في جينك في بلجيكا، وتوفيت في 10 سبتمبر 1999 في كاين في فرنسا بسبب نزف مخي.